# Винтовка Комблена
Винтовка Комблена — бельгийская однозарядная винтовка XIX века, разработанная льежским оружейником Губертом Жозефом Комбленом. Принята на вооружение бельгийской национальной гвардии в 1868 году. Позднее была принята на вооружении в бельгийской, чилийской и бразильской армиях.

## История
Унитарный бумажный патрон, который появился в середине XIX века, открыл широкие возможности для дальнейшего развития и совершенствования огнестрельного оружия: он давал возможность заряжать винтовки с казённика, что значительно повышало темп стрельбы. Но были у него и недостатки: бумажный патрон не давал обтюрации; в гильзе порох промокал; остатки бумаги не сгорали и забивали ствол. Конечно, оружейникам было известно про металлическую гильзу, но в то время современный экстрактор ещё не был изобретён.
В конце 1860-х годов бельгийским военным было предложено несколько моделей казнозарядных винтовок. Разработчиком одной из них был Губер Жозеф Комблен (фр. Hubert Joseph Comblain). Однако армейцам его винтовка не понравилась, поэтому он предложил её другому бельгийскому военизированному формированию — Национальной гвардии, которая приняла её на вооружение в 1868 году. Однако нацгвардейцы не спешили перевооружаться. Позже Комблен предложил модернизированный вариант, который больше понравился нацгвардейцам, в результате чего бельгийские оружейные фабрики получили первый значительный заказ винтовок этого типа.
Усовершенствованная винтовка получила столь высокое повышение характеристик благодаря металлической гильзе и экстрактору, что в 1871 году бельгийская армейская комиссия пересмотрела своё решение и приняла винтовку Комблена на вооружение. Вскоре эта винтовка стала экспортироваться в страны Латинской Америки (Перу, Бразилия, Чили), где прославилась во времена Второй тихоокеанской войны.

## Механизм
Винтовка снаряжалась патронами 11×50,5 мм. Винтовка имеет клиновой затвор с рычагом внизу, который служит одновременно и спусковой скобой. Эта спусковая скоба в передней части несколько увеличенного размера: вставляя в неё большой палец правой руки, стрелок отводит скобу вниз и вперед, при этом затвор опускается вниз, гильза вылетает из винтовки, а при постановке рычага-скобы на место затвор поднимается вверх, курок сводится. Поэтому винтовка имеет очень высокий темп стрельбы для своего времени — 10 выстр./мин. Спица курка выступает с затвора наружу, благодаря чему курок при желании можно спустить плавно, поставить на предохранительный или боевой взвод. Чтобы извлечь затвор с замком из ствольной коробки, нужно открутить всего лишь один винт, который служит осью качания затвора.
Протирать и осматривать канал ствола можно с казённой части, не разбирая, только открыв затвор. Механизмы затвора и замка несложные. Боевая пружина — пластинчатая. Сильный экстрактор, лёгкий ход и небольшие размеры затвора по длине — главные преимущества системы Комблена. Ложе разделено на две части: приклад и цевьё. В цевье помещается шомпол. Патрон центрального воспламенения.

## Варианты
- Бельгия: M1882 Belgian Comblain
- Бразилия: M1873 Brazilian Comblain
- Чили: M1874 Chilean Comblain
- Бразилия: Brazilian Comblain Carbine Model 92